# Michel Everaert
Michael Petrus Christiaan „Michel“  Everaert (* 21. April 1963 in Hulst) ist ein niederländischer Beachvolleyballspieler.

## Karriere
Mulder spielte seine ersten internationalen Turniere 1994 mit Sander Mulder. Bei den Marseille Open erreichten Mulder/Everaert den 13. Platz. Wenig später kamen sie als Neunte der Fortaleza Open erstmals in die Top Ten. Auf der World Tour 1995 wurden sie vier Mal Neunter und kamen bei den anderen Turnieren auf den 13. oder 17. Rang. 1996 schafften sie nach zwei neunten Plätzen in Marbella und João Pessoa beim Turnier in Alanya mit dem siebten Rang ihr bestes Ergebnis. Außerdem qualifizierten sie sich für die Olympischen Spiele 1996 in Atlanta. Dort verloren sie ihr erstes Spiel gegen die späteren Halbfinalisten Maia/Brenha. In der Verlierer-Runde mussten sie sich dem tschechischen Duo Palinek/Pakosta ebenfalls geschlagen geben und schieden aus dem Turnier aus. Ihren letzten gemeinsamen Auftritt hatten Mulder/Everaert 1997 bei den Ostende Open.